# Theatro Municipal Victória
O Teatro Municipal Victória (ou Theatro Municipal Victória) é um prédio público pertencente à Prefeitura Municipal de Santarém. Embora a edificação tenha sido criada e utilizada como teatro e cinema por cerca de 70 anos, atualmente serve como um dos núcleos do Ministério Público do Pará (MPPA). Em 2019, a prefeitura anunciou sua pretensão de criar um centro cultural no andar superior do prédio, e aproveitar o auditório que ocupou parte do térreo do edifício.

## Histórico
Tendo sua pedra fundamental sido assentada em 5 de maio de 1895 pelos sócios do Clube Dramático Santareno, o "Theatro Victória" foi erguido em 13 meses e 23 dias no Largo da República (atual Praça Rodrigues dos Santos). Construído inteiramente com recursos privados, o espaço com seus 500 assentos, era motivo de orgulho dos santarenos, que costumavam vangloriar-se de que o seu teatro interiorano só era superado pelo Theatro da Paz em Belém, e pelo Theatro Amazonas, em Manaus.
Poucos anos depois da inauguração, o Clube Dramático resolveu sair de cena como gestor e doou o teatro à Intendência Municipal (prefeitura), sem receber qualquer indenização. Foi então que o prédio recebeu o nome de "Theatro Municipal Victória". O Clube Dramático, todavia, continuou suas atividades de promoção cultural, recepcionando grupos teatrais vindos da capital (Belém) ou servindo a vários grupos amadores locais, como os grupos cênicos de Manoel Guimarães, do Tapajóes Futebol Clube, o Ideal e o do Centro Recreativo.
Entrando em decadência, o teatro foi quase demolido em 1965 e passou muitos anos abandonado. Em 2012, foi restaurado numa associação do Ministério Público do Pará e da Prefeitura Municipal de Santarém. O Ministério Público passou a ocupar todo o prédio até 2016, quando então abriu mão de alguns espaços após a inaguração de sua nova sede em Santarém. Em 2019, um novo acordo foi firmado entre o Ministério Público paraense e a prefeitura, através do qual parte do andar térreo continuaria cedido ao MPPA e a prefeitura teria o controle do andar superior, onde seria implantado um centro cultural com apoio da Secretaria de Estado de Cultura do Pará.

## Estrutura
Conforme recordado por um contemporâneo dos seus tempos áureos, o Theatro Victória, projetado pelo engenheiro francês Maurice Blaise, dispunha de 17 camarotes (sendo um oficial), plateia com cadeiras numeradas para 500 espectadores, fosso para orquestra, palco com caixa do ponto, cortinas, cenários, bastidores, camarins, almoxarifado e sanitários.
A estrutura no século XXI, após a reforma efetuada pelo Ministério Público, compreende salas de atendimento jurídico-judiciário, um auditório/teatro com 136 lugares e quatro salas e banheiros no piso superior, destinadas ao centro cultural.